# Kai Yung Lang
Kai Yung Lang (romanización de 容凱郎) ( 1936) es un profesor, y botánico chino, que ha trabajado extensamente en el "Instituto de Botánica", de la Academia China de las Ciencias; especialista en la taxonomía de Orchidaceae.
Ha publicado, entre otras, en Orchid Review, Acta Phytotaxonomica Sinica.

## Algunas publicaciones

### Libros
- jie-mei Xu, sung-yun Liang, zhan-huo Tsi, kai-yung Lang, zu-mei Mao, lang-san Shue. 1980. Flora reipublicae popularis Sinicae delectis florae reipublicae popularis Sinicae agendae academiae Sinicae edita: Tom 14. Angiospermae. Monocotyledoneae. Liliaceae (1). Vol. 14 de Flora reipublicae popularis Sinicae. Ed. Science Press, 308 pp.

- fa-tsuan Wang, sing-chi Chen, ching-yu Chang, lun-kai Dai, sung-yun Liang, yen-chen Tang, liang Liou, kai-yung Lang. 1978. Flora reipublicae popularis Sinicae delectis florae reipublicae popularis Sinicae agendae academiae Sinicae edita: Tom 15. Angiospermae. Monocotyledoneae. Liliaceae (2). Vol. 15 de Flora reipublicae popularis Sinicae. Ed. Institutum Botanicum Academiae. 280 pp.
- La abreviatura «K.Y.Lang» se emplea para indicar a Kai Yung Lang como autoridad en la descripción y clasificación científica de los vegetales.[4]